# Jeff Durgan
Jeff Durgan (Tacoma, 29 agosto 1961) è un ex calciatore statunitense.

## Carriera

### Club
Formatosi calcisticamente nella rappresentativa dello Stadium High School, nel 1979 viene ingaggiato dal New York Cosmos. Con i Cosmos esordì in campionato nella stagione 1980, vincendo la NASL ed il titolo individuale di miglior esordiente stagionale.
La stagione seguente Durgan ed i Cosmos raggiunsero nuovamente la finale della NASL, perdendola contro i Chicago Sting. I Cosmos tornarono alla vittoria della NASL nella stagione 1982.
Nella stagione 1983 passò al Team America con cui ottenne l'ultimo posto della Southern Division.
Nella stagione 1984, l'ultima della NASL, Durgan tornò al Cosmos, ottenendo il terzo posto della Eastern Division, non riuscendo ad accedere ai play off.
Chiusa l'esperienza nella NASL, Durgan venne ingaggiato dal Seattle Storm, militante nella Western Soccer Alliance.

### Nazionale
Durgan indossò la maglia degli USA tra il 1983 ed il 1985. Nel 1984 partecipa al torneo calcistico dei Giochi della XXIII Olimpiade, ove non supera la fase a gironi.

#### Cronologia presenze e reti in Nazionale
| Cronologia completa delle presenze e delle reti in nazionale ― Stati Uniti | Cronologia completa delle presenze e delle reti in nazionale ― Stati Uniti | Cronologia completa delle presenze e delle reti in nazionale ― Stati Uniti | Cronologia completa delle presenze e delle reti in nazionale ― Stati Uniti | Cronologia completa delle presenze e delle reti in nazionale ― Stati Uniti | Cronologia completa delle presenze e delle reti in nazionale ― Stati Uniti | Cronologia completa delle presenze e delle reti in nazionale ― Stati Uniti | Cronologia completa delle presenze e delle reti in nazionale ― Stati Uniti |
| Data                                                                       | Città                                                                      | In casa                                                                    | Risultato                                                                  | Ospiti                                                                     | Competizione                                                               | Reti                                                                       | Note                                                                       |
| -------------------------------------------------------------------------- | -------------------------------------------------------------------------- | -------------------------------------------------------------------------- | -------------------------------------------------------------------------- | -------------------------------------------------------------------------- | -------------------------------------------------------------------------- | -------------------------------------------------------------------------- | -------------------------------------------------------------------------- |
| 8-4-1983                                                                   | Port-au-Prince                                                             | Haiti                                                                      | 0 – 2                                                                      | Stati Uniti                                                                | Amichevole                                                                 | 1                                                                          |                                                                            |
| 30-5-1984                                                                  | New York                                                                   | Stati Uniti                                                                | 0 – 0                                                                      | Italia                                                                     | Amichevole                                                                 | -                                                                          |                                                                            |
| 29-9-1984                                                                  | Willemstad                                                                 | Antille Olandesi                                                           | 0 – 0                                                                      | Stati Uniti                                                                | Qual. Mondiali 1986                                                        | -                                                                          |                                                                            |
| 6-10-1984                                                                  | Saint Louis                                                                | Stati Uniti                                                                | 4 – 0                                                                      | Antille Olandesi                                                           | Qual. Mondiali 1986                                                        | -                                                                          |                                                                            |
| 2-4-1985                                                                   | Vancouver                                                                  | Canada                                                                     | 2 – 0                                                                      | Stati Uniti                                                                | Amichevole                                                                 | -                                                                          |                                                                            |
| 4-4-1985                                                                   | Portland                                                                   | Stati Uniti                                                                | 1 – 1                                                                      | Canada                                                                     | Amichevole                                                                 | -                                                                          |                                                                            |
| 15-5-1985                                                                  | Saint Louis                                                                | Stati Uniti                                                                | 2 – 1                                                                      | Trinidad e Tobago                                                          | Qual. Mondiali 1986                                                        | -                                                                          | 46’                                                                        |
| Totale                                                                     |                                                                            | Presenze                                                                   | 7                                                                          |                                                                            | Reti                                                                       | 1                                                                          |                                                                            |

#### Cronologia presenze e reti in Nazionale Olimpica
| Cronologia completa delle presenze e delle reti in nazionale ― Stati Uniti Olimpica | Cronologia completa delle presenze e delle reti in nazionale ― Stati Uniti Olimpica | Cronologia completa delle presenze e delle reti in nazionale ― Stati Uniti Olimpica | Cronologia completa delle presenze e delle reti in nazionale ― Stati Uniti Olimpica | Cronologia completa delle presenze e delle reti in nazionale ― Stati Uniti Olimpica | Cronologia completa delle presenze e delle reti in nazionale ― Stati Uniti Olimpica | Cronologia completa delle presenze e delle reti in nazionale ― Stati Uniti Olimpica | Cronologia completa delle presenze e delle reti in nazionale ― Stati Uniti Olimpica |
| Data                                                                                | Città                                                                               | In casa                                                                             | Risultato                                                                           | Ospiti                                                                              | Competizione                                                                        | Reti                                                                                | Note                                                                                |
| ----------------------------------------------------------------------------------- | ----------------------------------------------------------------------------------- | ----------------------------------------------------------------------------------- | ----------------------------------------------------------------------------------- | ----------------------------------------------------------------------------------- | ----------------------------------------------------------------------------------- | ----------------------------------------------------------------------------------- | ----------------------------------------------------------------------------------- |
| 2-8-1984                                                                            | Palo Alto                                                                           | Stati Uniti                                                                         | 1 – 1                                                                               | Egitto                                                                              | Olimpiadi 1984 - Fase a gruppi                                                      | -                                                                                   |                                                                                     |
| Totale                                                                              |                                                                                     | Presenze                                                                            | 1                                                                                   |                                                                                     | Reti                                                                                | 0                                                                                   |                                                                                     |

## Palmarès

### Club
- Campionato NASL: 2

New York Cosmos:1980, 1982

### Individuale
- NASL Rookie of the Year: 1

1980